# Batalha de Bulgnéville

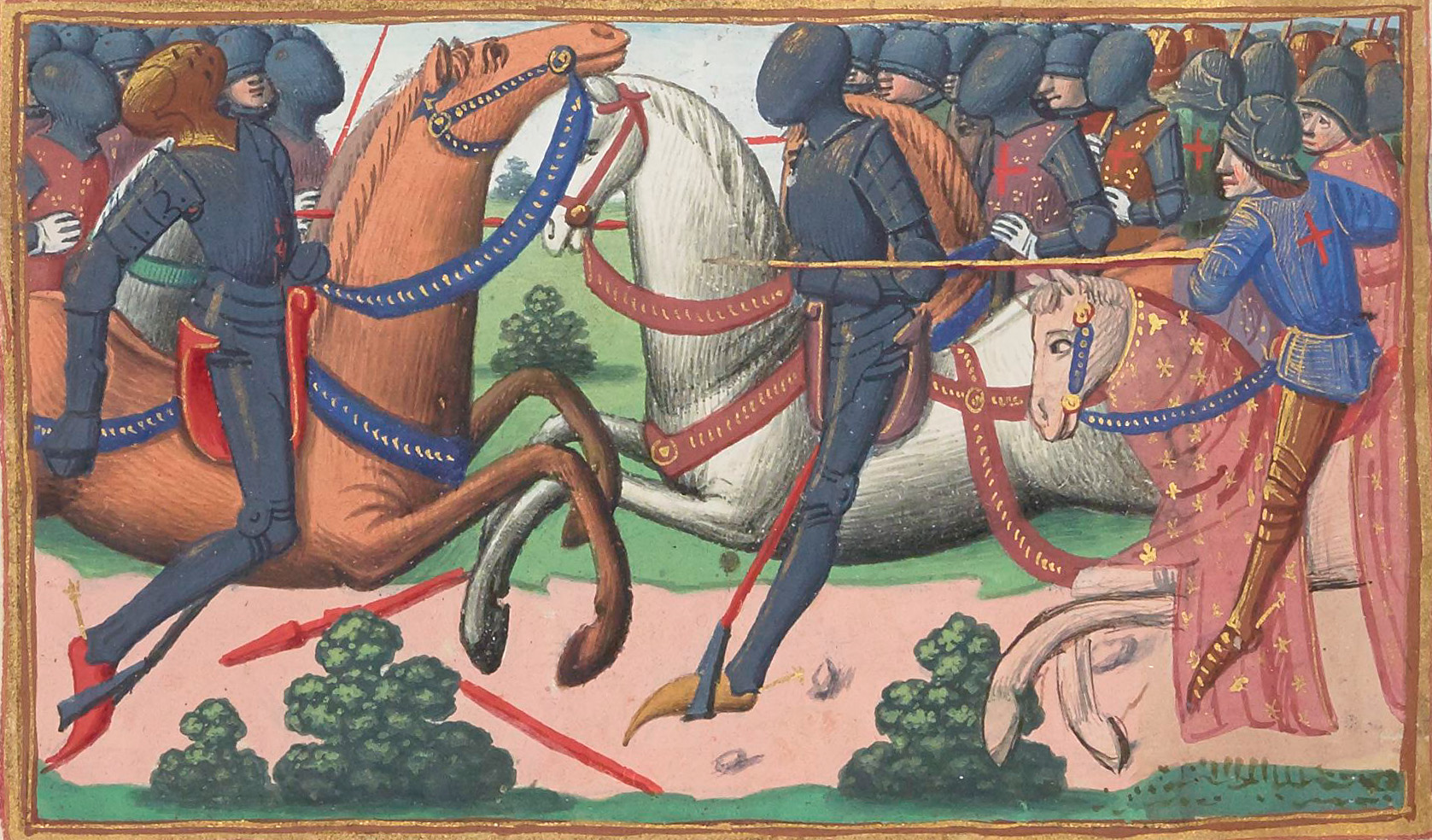
Batalha de Bulgnéville (1431)

A batalha de Bulgnéville teve lugar em 2 de julho de 1431 em Bulgnéville, a 20 quilómetros a sudeste de Neufchâteau. Tratou-se de uma batalha de sucessão do ducado de Lorena, após a morte de Carlos II, opondo Renato de Anjou, futuro rei de Nápoles, aliado aos franceses, e o conde António de Vaudémont, neto de Carlos II e apoiante de Filipe, duque de Borgonha, aliado dos ingleses.